# Cymatophoropsis unca
Cymatophoropsis unca är en fjärilsart som beskrevs av Constant Vincent Houlbert 1921. Cymatophoropsis unca ingår i släktet Cymatophoropsis och familjen nattflyn. Inga underarter finns listade i Catalogue of Life.